# Trattato di Olmütz
Il trattato di Olmütz o puntualizzazione di Olmütz (dal tedesco Olmützer Punktation), anche detto convenzione di Olmütz o accordo di Olmütz, è un trattato tra il Regno di Prussia e l'Impero austriaco stipulato il 29 novembre 1850 nella città ceca di Olomouc (Olmütz), nel quale la Prussia abbandonò l'Unione di Erfurt e accettò la ripresa della Confederazione tedesca sotto la guida austriaca. Il trattato pose fine alla Crisi d'autunno del 1850 in Germania.

## Circostanze
Questo trattato fu il risultato di un congresso tenutosi nel margraviato austriaco di Moravia ed è anche conosciuto come "umiliazione di Olmütz", poiché il trattato fu visto da molti come la capitolazione dei prussiani agli austriaci. La ragione del trattato era un conflitto tra Prussia e Austria circa chi avrebbe dovuto ottenere il governo della confederazione tedesca. La confederazione, dominata dall'Austria, fu dissolta nella rivoluzione del 1848 e parzialmente sostituita dall'assemblea di Francoforte. Dopo il fallimento di questa la Prussia nei primi mesi del 1850 prese l'iniziativa di formare l'Unione di Erfurt, una federazione comandata dalla Prussia di quasi tutti gli stati tedeschi.
Un conflitto tra l'elettorato d'Assia e i suoi membri fu l'occasione di cui si avvalse il cancelliere austriaco Felix Schwarzenberg per isolare ulteriormente la Prussia. L'Austria e gli eserciti a lei alleati avanzarono nell'elettorato di Assia. L'8 novembre 1850 l'armata prussiana giunse vicina alla guerra con la Baviera (alleata dell'Austria) vicino a Fulda-Bronnzell. A quel punto la Prussia decise di piegarsi; questo anche perché lo zar Nicola I di Russia aveva deciso di allearsi con l'Austria nei trattati di Varsavia dell'ottobre 1850.
In questo trattato la Prussia abbandonò le sue pretese di guidare gli stati germanici. Allo stesso tempo la confederazione tedesca fu ripristinata. La Prussia sottomise all'Austria la confederazione, con l'accordo di smobilitare, decise anche di partecipare all'intervento della Dieta austriaca in Assia e Holstein e abbandonò ogni desiderio di unione politica, lasciando da parte l'idea dell'Unione di Erfurt.